# محمدآباد (بندان، یک)
محمدآباد روستایی در دهستان بندان بخش مرکزی شهرستان نهبندان استان خراسان جنوبی ایران است. بر پایه سرشماری عمومی نفوس و مسکن در سال ۱۳۹۰ جمعیت این روستا ۱۱۰ نفر (در ۲۳ خانوار) بوده‌است.